# 亞歷山德里夫卡 (克里維里赫區)
亞歷山德里夫卡（烏克蘭語：Олександрівка），是烏克蘭中部第聶伯羅彼得羅夫斯克州克里維里赫區格列恰尼波季市镇内的村落。距離新日特季亞和波多韋1.5公里，始建於1884年，面積2.261平方公里，海拔高度99米，2024年人口1,116。